# Raymond Saint-Pierre
Pour les articles homonymes, voir Saint-Pierre.
Raymond Saint-Pierre est un journaliste canadien né le 29 août 1948 à Saint-Hyacinthe, au Québec, où il obtient un baccalauréat ès arts en 1969. Après des études de droit à l'Université McGill, à Montréal, il fréquente pendant trois ans l'Université d'Aix-en-Provence, en France, où il obtient une maîtrise en Lettres.

## Biographie
Il commence sa carrière à l'âge de 16 ans, en 1965, à la station CKBS, à Saint-Hyacinthe. C'est d'ailleurs au Séminaire de Saint-Hyacinthe qu'il fait ses études secondaires. Après un an de droit à l'Université McGill, il décide de partir étudier le théâtre à Aix-en-Provence, en France. Il avait déjà tâté les planches avec son ami Marc Messier. Dans son mémoire de maîtrise, il s'amuse à adapter, pour la télévision, le roman de Roch Carrier, La Guerre, yes sir! C'est aussi en France qu'il rencontre Sylviane Tramier, une future journaliste, qui deviendra sa compagne.
De retour à Montréal en 1973, il entre à CKAC. Deux ans après son arrivée, il est promu directeur de l'information, poste qu'il occupe pendant trois ans. Il négociera au téléphone, de chez lui et un samedi matin, le seul débat qui ait jamais opposé René Lévesque et Robert Bourassa. En 1978, à 30 ans, Raymond Saint-Pierre part en Martinique en se promettant d'y passer un an afin de réfléchir à son avenir. Il n'y passera que trois semaines : Radio-Canada l'embauche. Il ne travaillera toutefois que deux ans dans la salle de rédaction de Montréal. En 1980, il obtient le poste de correspondant à Washington. Par la suite, il occupe successivement les postes de correspondant à Londres puis à Paris et Pékin.
De retour en 1992 à Montréal pour Le Point, il continue néanmoins à couvrir les événements à l'étranger comme envoyé spécial en Algérie, au Rwanda, au Zaïre, en Afghanistan et en Angola où la guerre civile et le ravage des mines antipersonnel le marquent beaucoup. En 1996, Raymond Saint-Pierre reprend le collier de correspondant en obtenant le poste à Beijing. Il y restera jusqu'en 2001 lorsqu'il revient au pays pour animer Montréal ce soir. Ses éternelles lunettes rondes y deviendront d'ailleurs sa marque de commerce.
À Zone libre, il a notamment réalisé une interview avec l'ex-président américain Bill Clinton en 2004. Il a animé Zone Docs, émission de documentaires, pendant plusieurs années. Son dernier poste a été celui de correspondant de Radio-Canada à Moscou, depuis août 2015.
Fin 2017, il a été terrassé par une rare maladie qui lui a dérobé sa motricité mais on l'a vu à l'occasion à Radio-Canada, comme lors de la mort de son collègue Pierre Nadeau, le 3 septembre 2019, toujours en verve.
En 2022, il est nommé à l'Ordre du Canada "pour son dévouement de longue date au métier de journaliste et pour son travail exceptionnel comme correspondant à l’étranger".